# Newcastle Town FC
Newcastle Town FC (celým názvem: Newcastle Town Football Club) je anglický fotbalový klub, který sídlí ve městě Newcastle-under-Lyme v nemetropolitním hrabství Staffordshire. Založen byl v roce 1964. Od sezóny 2018/19 hraje v Northern Premier League Division One West (8. nejvyšší soutěž). Klubové barvy jsou modrá a bílá.
Své domácí zápasy odehrává na Lyme Valley Stadium s kapacitou 4 000 diváků.

## Získané trofeje
- Walsall Senior Cup ( 2× )
  - 1993/94, 1994/95
- Staffordshire Senior Cup ( 1× )
  - 2009/10

## Úspěchy v domácích pohárech
Zdroj: 
- FA Cup
  - 1. kolo: 1996/97
- FA Trophy
  - 1. předkolo: 2010/11, 2011/12, 2012/13, 2014/15, 2015/16, 2017/18
- FA Vase
  - Semifinále: 1999/00

## Umístění v jednotlivých sezonách
Stručný přehled
Zdroj: 
- 1982–1983: Mid-Cheshire League (Division Two)
- 1983–1987: Mid-Cheshire League
- 1987–1992: North West Counties League (Division Two)
- 1992–2008: North West Counties League (Division One)
- 2008–2010: North West Counties League (Premier Division)
- 2010–2018: Northern Premier League (Division One South)
- 2018– : Northern Premier League (Division One West)

Jednotlivé ročníky
Zdroj: 
Legenda: Z - zápasy, V - výhry, R - remízy, P - porážky, VG - vstřelené góly, OG - obdržené góly, +/- - rozdíl skóre, B - body, červené podbarvení - sestup, zelené podbarvení - postup, fialové podbarvení - reorganizace, změna skupiny či soutěže
| Sezóny  | Liga                                          | Úroveň | Z  | V  | R  | P  | VG  | OG | +/-  | B   | Pozice |
| ------- | --------------------------------------------- | ------ | -- | -- | -- | -- | --- | -- | ---- | --- | ------ |
| 2009/10 | North West Counties League (Premier Division) | 9      | 42 | 37 | 3  | 2  | 121 | 21 | +100 | 114 | 1.     |
| 2010/11 | Northern Premier League (Division One South)  | 8      | 42 | 27 | 9  | 6  | 104 | 48 | +56  | 90  | 2.     |
| 2011/12 | Northern Premier League (Division One South)  | 8      | 42 | 14 | 10 | 15 | 59  | 70 | -11  | 52  | 15.    |
| 2012/13 | Northern Premier League (Division One South)  | 8      | 42 | 11 | 13 | 18 | 45  | 58 | -13  | 46  | 17.    |
| 2013/14 | Northern Premier League (Division One South)  | 8      | 40 | 18 | 5  | 17 | 66  | 65 | +1   | 59  | 8.     |
| 2014/15 | Northern Premier League (Division One South)  | 8      | 42 | 27 | 6  | 9  | 92  | 46 | +46  | 87  | 3.     |
| 2015/16 | Northern Premier League (Division One South)  | 8      | 42 | 15 | 8  | 19 | 65  | 68 | -3   | 53  | 14.    |
| 2016/17 | Northern Premier League (Division One South)  | 8      | 42 | 21 | 4  | 17 | 59  | 59 | 0    | 67  | 7.     |
| 2017/18 | Northern Premier League (Division One South)  | 8      | 42 | 10 | 9  | 23 | 49  | 73 | -24  | 39  | 20.    |
| 2018/19 | Northern Premier League (Division One West)   | 8      | 38 |    |    |    |     |    |      |     |        |